# Zaprionus pyinoolwinensis
Zaprionus pyinoolwinensis är en tvåvingeart som beskrevs av Soe Wynn och Masanori Joseph Toda 1988. Zaprionus pyinoolwinensis ingår i släktet Zaprionus och familjen daggflugor.
Artens utbredningsområde är Myanmar. Inga underarter finns listade i Catalogue of Life.